# 脳内エステ IQサプリ
『脳内エステ IQサプリ』（のうないエステ アイキューサプリ）は、フジテレビ系列のパズル・クイズ番組。2004年4月24日から2009年3月14日まで毎週土曜日 19:00 - 19:57（JST）に放送され、2013年以降は特別番組として2019年まで不定期に放送されていた。2006年1月以降には、字幕放送の実施とハイビジョン化が行われた。通称は『IQサプリ』。

## 概要
いわゆる解答者の知識に比重を置く通常のクイズとは異なり、発想の転換・ひらめきを必要とするパズル問題（IQ問題）をメインとする。
改編期の深夜枠・関東ローカルの単発番組としての放送を経て、2003年12月29日（月）23:30 - 24:30に全国ネットの特別番組として放送された。2004年4月24日からレギュラー番組となり、毎週土曜日19:00 - 19:57（JST）に放送された。
FNS各局は日本民間放送連盟が定めた基準に従い、「児童・青少年に見ていただきたい番組」に推奨していた。
2004年10月23日は、新潟県中越地震による『FNN報道特別番組』の放送に従い休止。
2006年12月30日に放送100回を達成。それを記念して『脳内エステ IQサプリ 第100回超特大生放送SP』と題した2時間半の生放送が行われた。
2008年3月までは地上デジタルテレビ放送のデータ放送との連動により、視聴者もモヤッとやスッキリの疑似体験ができた。モヤッとボールは右側に表示されたマスターのアニメーションの上に貯まり、モヤッとボールの数とラッキーナンバーが一致するとIQサプリのボードゲームの応募権が得られた。その他、先週の宿題サプリの答えや「サプリdeだ〜れ」の情報の閲覧、一部の放送回では1問だけ問題に参加する事ができた。
2008年4月から9月までは問題が「脳トレQ」と呼ばれるようになり、脳トレを意識した問題が多くなった。さらに、同年10月から12月は宇宙を舞台にブラックマスターと対決する内容に変更、翌年1月から3月は問題が「常識IQ」と呼ばれて一般常識を問う問題がメインになるなど、番組の趣向が大幅に変化した（詳細は後述）。
そして、2009年3月14日放送分をもってレギュラー放送は終了し、約5年間の放送に終止符を打った。総問題数は2863問だった。
2013年1月22日の『カスペ!』枠（19:00 - 20:54）にて、『復活!IQサプリ2013 天才軍団に立ち向かえ!最強スッキリ王大決定戦SP』と題して、レギュラー放送終了以来の約4年ぶりに特別番組として復活。以降、2013年5月28日・2013年10月15日・2014年5月20日に同枠にて、復活特別番組が計4回放送された。
2014年5月20日を最後にしばらく放送が途絶えたが、2016年8月21日・2017年1月10日に当番組の問題を踏襲したクイズ番組『最上級のひらめきニンゲンを目指せ!クイズ!金の正解!銀の正解!』が同系列で特別番組として放送され、2017年4月22日から同年9月16日まで同時間帯でレギュラー放送された。
2019年6月14日に、『IQサプリ 令和も超スッキリスペシャル!』が『金曜プレミアム』枠（20:00 - 21:49）で約5年ぶりに再び特別番組として放送された。また、サプリマスター・伊東四朗の高齢を機に、この回を最後に不定期特番は事実上終了した。

## 出演者

### 総合司会
- 伊東四朗：土曜7時枠昇格時・復活特番「IQサプリマスター」（「ブラックマスター」も演じる）

#### 過去の総合司会
- 篠井英介：パイロット版「IQプレゼンター」

### 秘書（総合司会補佐）
- 小島奈津子（初回 - 2005年10月29日、初代秘書）:自身の産休に伴い、11月5日放送分をもって降板（当日は解答者で出演）し、中野が引き継いだ。その後、2006年7月1日放送分にVTRで出演。
- 中野美奈子（2005年8月13日・20日、2005年11月5日 - 最終回・2013年特番（1月・10月分）・2014年特番、2代目秘書）:2005年8月に小島の代理で2回担当し、同年11月より正式に就任。
- 本田朋子（2009年1月17日のみ、秘書代理）:中野が解答者として出演したため、代理担当。
- 加藤綾子（2013年特番（1月・5月分、3代目秘書）:1月は中野と共に、5月は単独で担当。10月は問題VTRで出演。
- 久慈暁子（2019年特番、4代目秘書）

### サプリリーダー→主任
- 今田耕司
  - レギュラー時代から2014年特番までは「サプリリーダー」という肩書きで、レギュラー解答者として出演。2019年特番より主任に昇格し、進行補佐に回った（主任昇格後も、一部の問題では解答者として挑戦）。
  - レギュラー時代の2007年8月18日放送分にて、番組内での賭けに敗れて自身の定席とサプリリーダーの座を藤本敏史（FUJIWARA）に奪われ、番組のレギュラーから降ろされた事がある。しかし、翌週8月25日放送分にスタッフから復帰のチャンスが与えられ、ミッションをクリアしてサプリリーダーに返り咲いた。

### レギュラー時代の解答者
- 石塚英彦（ホンジャマカ）
  - 当初は準レギュラーで、2004年10月から最終回までレギュラー出演。
  - 2005年12月3日放送分は欠席（代わりに、問題VTRで出演）したため、パパイヤ鈴木が代わりに石塚の定席に座った。
  - 『カスぺ!』及び『金曜プレミアム』での特番時代はいずれも裏番組のレギュラーである関係上、出演しなかった。
- ウエンツ瑛士（当時・WaT）
  - 準レギュラーという位置付けだが、番組末期は毎週出演していた。
  - 『カスぺ!』での特番時代は裏番組のレギュラー、『金曜プレミアム』での特番時代は海外留学中だった関係上、出演しなかった。
- 磯野貴理子[注 2]
- カンニング竹山[注 3]
  - 対ブラックマスター時代は、ブラックファイターズ側で出演。
- えなりかずき
- 山崎邦正[注 3]
  - 2時間スペシャルの時を中心に出演（レギュラー放送での初出演は2005年12月3日放送分）。
- 世界のナベアツ
  - 当初は「世界のナベアツサプリ」のコーナーに出演し（解答者としての初出演は、2008年8月16日放送分）、リニューアル後はブラックファイターズの一員として出演。

### コーナーでの出題
- はなわ - 「はなわのIQ都道府県」
- 美山加恋 - 「名探偵加恋」（不定期で行われていたドラマ仕立てのクイズコーナー）
- Berryz工房、ハロプロエッグ - 「リズムIQ 字ンギス間」

### ナレーター
- 古川登志夫（2008年9月20日放送分まで）※最終回、および復活特番で復帰。
- 鈴木麻里子（2008年9月20日放送分まで）※最終回、および復活特番で復帰。
- 稲田徹

以上の3人は問題VTRのキャラクターの声も当てる。VTR中に今田・石塚・ウエンツが登場する場合もあり、その時は今田を古川、石塚を稲田、ウエンツを鈴木が担当。
- 吉崎典子（当時フジテレビアナウンサー、ナレーター陣で唯一深夜時代から担当している）
- 三石琴乃（2008年10月からレギュラー放送最終回まで）
- 吉田伸男（当時フジテレビアナウンサー）
- 増田晋（「IQミュージアム」出題VTR）
- 掛川裕彦（「スーパースローサプリ」出題VTR）
- 真地勇志（「アドベンチャーサプリ」出題VTR）
- 岡安章介（ななめ45°）（「電光掲示BaaaaN」出題VTR）
- 山下恵理子（2013年特番）
- 田代尚子（当時フジテレビアナウンサー・2014年特番）
- レニー・ハート（オープニングのタイトルコールを担当）
- 立木文彦（上記のタイトルコール後に担当する）
- 滝口順平（問題VTR）
- 青野武（問題VTR）
- 八奈見乗児（問題VTR）
- キートン山田（ちびまる子ちゃんとのコラボ時のみ）
- 小山力也（24 -TWENTY FOUR-のジャック・バウアーとして一時期）
- 田中信夫（問題VTR、川口浩探検隊シリーズのパロディー）
- 木村匡也（後枠『めちゃ2イケてるッ!』が本番組のSPで休止の際に登場）

## 番組内容

### 「スッキリ」と「モヤっと」
ひねりのある問題を解き、答えを聞いて脳が「スッキリ」したか「モヤッと」したかを判定する。パイロット版は「スッキリ」と「モヤッと」中間に「ヤラレタ」があった。
シンキングタイムは、伊東がハンドベルを鳴らすと終了となる。番組初期は、制限時間が明確に表示されていた。
「スッキリ」とは自分の解答が間違っていても、「答えの理由に理解した、または納得した事を告げるモノ」で、必ずしも正解の時にのみ出るモノではない。スッキリした場合は、解答者席にあるボタンを押すことでヒマワリをモチーフにしたライト（スッキリフラワー）が出てくる。逆に「モヤッと」とは「解答に不満があった」場合や正解しても当てつけの意味が込められているモノであり、必ずしも不正解を表すモノではない。モヤッとした場合には「モヤッとボール」をセット中央の穴「モヤッとホール」に投げこむ。投げこまれたボールはサプリマスターの頭上のカプセルに溜まり、番組の最後に伊東の「美しさは脳から、『美脳』」のフレーズと同時に、マスターがそれらのボールを頭にかぶってスッキリ感に変える。稀に頭上のモヤッとボールが詰まって落ちてこない事があり、その場合は秘書が補佐をしている。
パイロット版も当時の司会、篠井英介が落ちてくるボールを頭で受けている。当時のフレーズは「世の美脳のため…、『美脳』」だった。小島奈津子の最後の出演日である2005年11月5日には、小島が司会席に座ってボールをかぶった。
パイロット版では、パネラー席に「スッキリ」「ヤラレタ」（初回のみ）「モヤッと」の3つの入れ口があり、正解発表の後での感想をそれぞれのボールの入れ口に対応する色（スッキリ＝ピンク、ヤラレタ＝オレンジ、モヤッと＝緑）を入れていった。モヤッとのみ、マスター頭上のカプセルにたまる。ボールを入れると、スッキリはすんなり落ちるのに対し、モヤッとはゆっくり落ちる。当時は入れられるボールの数は一問につき最大5個だった。当時はモヤッとボールに突起が付いておらず、スッキリフラワーの登場と同時に突起が付けられた。
パイロット版およびレギュラー放送初期は心理テストに近い内容だったが、2004年10月以降はクイズの要素が強くなった。
まれに「スッキリ」の判定を出した後で、解答は偶然当たったが意味や理由が間違っていたことをパネラーが認めた場合や、誤字や脱字があった場合は、正解を取り消されスッキリフラワーを没収されることがある。

#### パーフェクトスッキリ
「パーフェクトスッキリ」とは、ウォーミングアップの早押し問題および一部の番組半ばに行われる連帯責任型のサプリ（なかとりサプリや絶叫サプリなど）を除くサプリ問題を全問正解することである。「パーフェクトスッキリ」を達成するとファンファーレが鳴り、秘書から「パーフェクトスッキリ」と呼ばれる襷が贈呈される。

#### パーフェクトモヤッと
「パーフェクトスッキリ」とは逆に、サプリ文字や変身サプリーズなどのオープニング問題を含めて、その日出題される全てのサプリに正解できないことを「パーフェクトモヤッと」と呼ぶ。一部の番組半ばに行われる連帯責任型の「なかとりサプリ」や「IQラプリ」などパーフェクトスッキリのカウント対象にならないサプリは、仮にスッキリできたとしても、パーフェクトモヤッとから逃れることができない。

#### モヤッとボール
突起が付いた黄緑色のボール。問題にモヤッとしたとき「モヤッとホール」に投げこむ。一時期はモヤッとホールに投げ込まれたモヤッとボールの総数が番組終了時に表示されていた。
通常は解答席横に置かれた段ボール箱からボールを取って投げるが、不正解でモヤッと感がピークに達すると、主に石塚が「ハコ投げ（箱ごと「モヤッとホール」に運び中身を全てぶちまける行為）」をすることがある。この「ハコ投げ」は、引っかけ問題で発生する事が多い。
モヤッとボールは通常黄緑色だが、2005年5月7日放送の「紅白IQ合戦」より赤色と白色のモヤッとボールが登場。以降もクリスマスや記念回など特定の回は、赤色と白色のモヤッとボールが使用されることがあった。
「はなわのIQ都道府県」では正解発表後、解答者からのモヤッとボールはモヤッとホールではなくはなわ本人めがけて飛ぶことが多く、後にはなわはモヤッとホールの上で歌うようになった。はなわは「痛いけど、気持ちいい」と、正解しなかった人に対してガッツポーズをする。
視聴者から各コーナーの問題を募集し問題が採用された人には、モヤッとボールが進呈されていた。このモヤッとボールは、グッズとして発売しているモヤッとボールと柔らかさが異なり、市販の物のほうが硬い。後に、シリアルナンバー入りのゴールドモヤッとボール進呈に変更されている。
2019年の復活特番では、解答者席にあるモヤッとボールの箱が透明のケースに変更された。

### 「IQ」
特番時代からレギュラー放送初期の2004年9月25日放送分までは、問題ごとにどのような要素（「分析力」「直感力」「計算力」「洞察力」の4つ。レギュラー後は分析-、直感-が「ひらめき力」「言語力」に変更）が必要かをそれぞれ5段階で示していた。レギュラー開始から半年が経った2004年10月30日放送分からは「この問題が解けたらあなたのIQは○○相当」というIQ（知能指数）の値が示されるようになった。IQ値が高いほど難易度が高い問題となる。
この値は100を基準として、事前に問題を解いた100人のサンプル（通称:サプリ会員）の正答率から割り出される。リニューアル前はIQではなく前記のようなグラフで難易度を示していた（これは単行本も同じ）。「東大生のIQは120相当」という基準が示されるが、これはあくまでも目安である（IQと学力の高さが必ずしも一致するわけではなく、正確なIQ検査方法とかけ離れているため）。2005年9月24日放送の総集編では、2004年9月以前の問題も再放送されたがそれらにもIQが算出された。
2008年9月20日のSPではIQの代わりに、当時のインテリ中学生100人の正解率が表示された。
また、単独で回答するクイズ以外に出演者数名で協力したり、BGMに合わせて一人ずつ交代で回答するなどアドリブ性やゲーム性の強い問題もある（これらの問題はパーフェクトスッキリ（前述）などに関わる正解数には加算されない）。番組末期には推理やひらめきなどとは異なり、雑学クイズに近い問題も出題されていた。
このような番組趣旨から一般的なクイズ番組とは違い、トップ（優勝）を競わない。先述通り全問パーフェクト正解すると番組の最後で表彰されるが、あくまでも優勝者扱いはされていない。なお、下記の通り、特番ではチーム対抗戦のため優勝チームを決めていた。
得点やトップ賞がなかったが、2009年1月以降は正解数を明確に発表するようになった（後述）。

### リニューアルの変更点
2008年5月31日放送分から同年9月13日放送分までは、今田率いる赤チームとウエンツ率いる青チームによる5対5の2チーム対抗戦を導入。各サプリメントで正解した人数などで勝敗を付けているが、特に総合成績による賞罰などはなかった。同年7月からは回によってはマスターを目掛けてモヤッとボールが大量落下するエンディングがカットされ、サプリメントが終わってそのまま番組が終了するケースが多くなった。
2008年10月11日放送の2時間スペシャルから大幅にリニューアル。今まで進行役を務めていたサプリマスターがブラックマスターになって「地球モヤッと化計画」を企てており、解答側はそれを阻止する「サプリ連合軍（サプリ軍団）」としてブラックマスターが放つ攻撃（サプリメント）に挑むという、ドラマ仕立てに変わった。その他の大きな変更点は以下の通り。
これまで長らく番組のシンボル、名物だったスッキリフラワーやモヤッとボール・モヤッとホールが廃止され、同時にエンディングでマスター目掛けてモヤッとボールが大量落下する演出も無くなった。番組テーマ曲も、この間は特撮風の別の曲に変更されていた。
今田率いるサプリ連合軍は、宇宙船スッキリ号（スタジオ）の中で、出題されるサプリメントに答えるという設定。ブラックマスターは、宇宙船の終着地点であるモヤッと星のブラックマスタールームで秘書と共に待機しているという設定である都合上、モニター越しで進行。解答者側との絡みが大きく減少した。一部のサプリメントでは、秘書がワープして（という設定）スッキリ号へ移動して、解答者の元で進行を行う。対戦形式のサプリメントでは、ブラックマスターの手下であるブラックファイターズと対決する。11月1日放送分からはブラックマスターも、スッキリ号で進行を務めたり、自らサプリメントに挑む事も増えた）。
サプリメントで正解（スッキリ）すると獲得できるゴールドモヤッとボールを集める。
ラストミッション「ブラックマスター危機一髪」で、ブラックマスターと直接対決。ここまで獲得したゴールドモヤッとボールの数10個につき1本の剣と交換し、代表者が1本ずつ、「黒ひげ危機一発」の要領で、樽の穴に剣を刺していく。6個（初回スペシャルのみ10個）の内1つだけある当たりの穴（予めブラックマスターが、サイコロを振って当たり番号〈初登場から2回目は視聴者のみ公開だったが、それ以降の回は視聴者にも非公開〉を決定）に刺すことができればサプリ連合軍の勝利で、ブラックマスターの頭上に大きなモヤ玉（IQミュージアムで使用していた物）が落下する。全部の剣を刺しても当たりの穴に刺すことができていなければサプリ連合軍の敗北で、5秒のカウントダウンの後、モヤッとシャワー（連合軍メンバーの頭上めがけて、大量のモヤッとボールが降り注ぐ）の罰がある（この回の当たり番号の発表は、罰を受けた後にブラックマスターが口頭で発表する）。
2009年1月24日放送分から再リニューアル。サプリ連合軍対ブラックマスターという図式がなくなって各々の位置付けも元に戻り、再び個人戦になったがモヤッとボール及びモヤッとホールは復活しなかった。サプリメントが「常識IQ問題」と呼ばれるようになり、（一般常識を問う）クイズ色が強くなった。出題時の表示もIQ値から常識IQ値に変更された。1問正解する毎に1ポイントが加算され、この合計値で解答者の常識IQレベルを評価、番組の最後に秘書が常識IQ値が最高および最低となった解答者を発表する。
最終回となった3月14日放送分は従来のルールで行われた。

## スペシャルでの特別企画

### 芸能界IQランキング大決定SP
3人1組でのチーム対抗戦。合計スッキリ数（ポイント）で競う。最終的に合計スッキリ数の多いチームが優勝。優勝すると「スッキリトロフィー」と「クリスタルモヤッとボール」が授与される。最下位チームにも「モヤッとチョッキ」・「モヤッとカツラ」などのモヤッとグッズが授与される。第2回以前は特に賞罰はないものの、個人でのスッキリ数1位と最下位も発表されていた。

### 紅白IQスッキリ合戦SP
2005年5月7日放送。今田率いる男性出演者による白組と、磯野率いる女性出演者による紅組が、9人対9人でスッキリ数を競い合う。レギュラー陣以外の名前テロップには本家に合わせて、出演回数を表示していた。

### 芸能界スッキリキング決定戦SP
2006年5月6日放送。27人の個人戦で合計スッキリ数で競う。最終的に合計スッキリ数（正解した数）の多い解答者がスッキリキング（優勝）で王冠が贈呈される。逆に、スッキリ数が一番少ない解答者はモヤッとキングとなる。

### 芸能界スッキリペア決定戦SP
2007年5月5日放送。2人で1組のチーム戦で、他のルールは芸能界スッキリ決定戦などと同様。

### 解けなくて恥ずかしいのはいったい誰なのよSP
2007年9月15日放送。今田らレギュラー出演者7人のIQサプリ連合軍団チームと、ゲスト20人の芸能界連合軍団チームでスッキリ数を競った。この回は番組で初めてモヤッとボール及びモヤッとホールが撤去され、マスターは解答者の後部で進行。IQサプリ連合軍団チームが間違えた場合は、その解答者の恥ずかしい写真が公開されるという罰があった。人数のハンデがあった影響で勝者は芸能界連合軍団チームとなったが、賞品などは無かった。また、個人成績で最下位となった竹山が罰ゲームとして、モヤッとグッズを付けてお台場を歩いた。

### 真冬のスッキリバトル90分SP
2009年1月17日 18:30 - 19:57に放送されたが、一部地域（仙台放送・新潟総合テレビ・東海テレビ・関西テレビ・テレビ愛媛）では19時から1時間版に編集されて放送された。短縮放送の局への配慮から、最初の30分は『もしもツアーズ』とほぼ同じ内容のVTRの途中に特産品などの問題を出していたため、実質的なクイズの部分は60分版と変わらなかった。全てのコーナーが、サプリ連合軍12人対ブラックファイターズ7人（中野秘書含む）の対抗戦形式になっており、合計スッキリ数（得点）を競った。
翌週から再リニューアルされた事により、ブラックマスターとの対決はこの回をもって終了した。

### 復活!IQサプリ2013 天才軍団に立ち向かえ!最強スッキリ王大決定戦SP
2013年1月22日 19:00 - 20:54に『カスペ!』枠で約4年ぶりに放送。レギュラー時代と異なり系列全28局同時ネットとなった。開会宣言はトム・クルーズがVTRで出演し行った。秘書として出演している中野・加藤が伊東の左右に並ぶ形で補佐している。視聴率は14.0%だった（ビデオリサーチ社調べ、関東地区）。レギュラー放送時とは異なり、書き問題にも早押しの要素が取り入れられており、正解（1スッキリ獲得）出来るのは先着6名のみだった（サプリ文字・Iキューブなどの早押しサプリは通常通り先着1名のみが1スッキリ獲得）。

### また復活!IQサプリ2013 東大・京大に立ち向かえ!最強スッキリ王大決定戦SP
2013年5月28日 19:00 - 20:54に『カスペ!』枠で放送。視聴率は10.5%。前回のSPと同じルールで行われた（引っ掛け問題のみ例外）。開会宣言はウィル・スミスが担当。今回は秘書が正式に加藤になった。東京大学・京都大学出身・在学の6人が「天才席」で解答したが、途中で成績により天才席のメンバーが入れ替わった。

### IQサプリ あなたのアタマは何歳?秋の最強スッキリ脳大決定戦SP
2013年10月15日 19:00 - 20:54に『カスペ!』枠で放送。視聴率は10.5%。開会宣言は猪瀬直樹東京都知事（当時）。これまで2回の復活SPと異なり、レギュラー期同様のシンキングタイム内に全員が筆記で解答するスタイルに戻された。2代目秘書の中野が復帰し、加藤はVTRでのサプリ文字出題で出演した。出演者は6人ずつ10代・20代のヤング席（赤・上段）、30代・40代のミドル席（黄・中段）、50代以上のアダルト席（緑・下段）に分かれており、中間成績の際にはそれまでのスッキリ数に応じて改めて上段から席が振り分けられた。モノサプリは1問につき各世代3人ずつ9人が挑戦。

### IQサプリ 最強スッキリペア大決定戦SP
2014年5月20日 19:00 - 20:54に『カスペ!』枠で放送。開会宣言はヒュー・ジャックマン。レギュラー時代の「スッキリペア決定戦」同様、9組のペア戦でスッキリ数を競う。ただし、今田のみサプリ文字まで1人で、合体漢字から西内まりやが合流する形での参戦。モノサプリは4組と5組に分かれて挑戦した。優勝ペアにはクリスタルモヤッとボールとゴールドモヤッとボールのセットが与えられた。

### IQサプリ 令和も超スッキリスペシャル!
2019年6月14日 20:00 - 21:49に『金曜プレミアム』枠で約5年ぶりに放送。平成の時代から活躍する「平成軍団」と令和の時代に活躍が期待される「チーム令和」のそれぞれ4組6人の合計スッキリ数で対決した。

### 生放送

#### FNS26時間テレビ
2006年7月16日、『FNS26時間テレビ 国民的なおもしろさ!史上最大!!真夏のクイズ祭り 26時間ぶっ通しスペシャル』の1コーナーとして、朝9時頃から番組初の生放送が行われた。スペシャルゲストとして中居正広（当時SMAPのリーダーで、同年の『FNS26時間テレビ』の総合司会）・細木数子が出演。一部の問題（サプリ文字・名探偵加恋）も生で出題。ラストは通常マスターが受けるモヤっとボールの雨を中居が被った。

#### 放送100回記念
2006年12月30日、放送100回を記念して『芸能界IQランキング大決定』を生放送を実施。放送時間は18:30 - 20:54。携帯電話を使用して視聴者も問題に参加することができた。ビビる大木がスペシャルレポーターとして出演し、生中継を実施。問題の中にはNHK『第57回NHK紅白歌合戦』に出演する大物歌手（小林幸子）の衣装が盗まれたという設定のもと、大木と小林がNHKホールの前で生中継で出題する問題もあった。また、番組内で磯野貴理子の「磯野貴理」への改名が発表された（2011年7月から再度「磯野貴理子」に戻している）。

#### クリスマスプレゼント企画
2008年12月13日放送分で実施。事前収録の本編の途中に生放送のパートが挟まれ、サンタクロースの衣装を着た中野とウエンツによる本編の内容に関する2択クイズの出題が行われた。

### 歴代優勝者
- 第1回芸能界IQランキング大決定SP 吉本興業（株）チーム（山崎邦正ほか）
- 第2回芸能界IQランキング大決定SP 個性派奥様チーム（磯野貴理子、千秋、柴田理恵）
- 第3回芸能界IQランキング大決定SP 「ローレライ」チーム（柳葉敏郎、鶴見辰吾、ピエール瀧）
- 紅白IQスッキリ合戦SP 白組チーム
- 第4回芸能界IQランキング大決定SP チーム若手（ホリ、まちゃまちゃ、スピードワゴン）
- 第5回芸能界IQランキング大決定SP IQレッドチーム（今田耕司、ウエンツ瑛士、カンニング竹山）
- 芸能界スッキリキング決定戦SP 石塚英彦
- 第6回芸能界IQランキング大決定SP IQサプリチーム（今田耕司、石塚英彦、ウエンツ瑛士）
- 放送100回記念特大生放送SP 吉本興業（株）チーム（山崎邦正、宮迫博之、陣内智則）
- 第7回芸能界IQランキング大決定SP IQブルーチーム（石塚英彦、キャイ〜ン、大沢あかね）
- 芸能界スッキリペア決定戦SP 石原良純・勝俣州和チーム
- 解けなくて恥ずかしいのはいったい誰なのよSP 芸能界連合軍団チーム
- 第8回芸能界IQランキング大決定SP チームヤングマン（西城秀樹、松嶋尚美、カンニング竹山）
- 第9回芸能界IQランキング大決定SP IQサプリチーム（今田耕司、石塚英彦、ウエンツ瑛士）
- 第10回芸能界IQランキング大決定SP インテリチーム（麻木久仁子、アグネス・チャン、本村健太郎）
- 真冬のスッキリバトル90分SP サプリ連合軍
- 復活!IQサプリ2013 天才軍団に立ち向かえ!最強スッキリ王大決定戦SP 山西惇
- また復活!IQサプリ2013 東大・京大に立ち向かえ!最強スッキリ王大決定戦SP 山西惇
- IQサプリ あなたのアタマは何歳?秋の最強スッキリ王大決定戦SP 佐藤二朗
- IQサプリ 最強スッキリペア大決定戦SP チーム実は照れ屋さん（的場浩司、千原ジュニア）
- IQサプリ 令和も超スッキリスペシャル! チーム令和（超特急、河北麻友子、霜降り明星、登坂淳一）

## 書籍
- 『脳内エステIQサプリ』2004年9月25日発売
- 『脳内エステIQサプリ Vol.2』2005年3月26日発売
- 『脳内エステIQサプリ Vol.3』2005年9月20日発売
- 『サプリ文字ドリル』2005年12月3日発売
- 『脳内エステIQサプリ Vol.4』2006年3月25日発売
- 『サプリ文字ドリル Vol.2』2006年9月23日発売
- 『脳内エステIQサプリ Vol.5』2007年5月1日発売
- 『プレッシャー系 ひとりdeサプリ』2008年5月発売

## コンピューターゲーム作品
各種グッズの発売がされたが、中でもニンテンドーDS用のソフトは番組内容をそのままに再現している。
- 脳内エステ IQサプリDS（スパイク・チュンソフト（放送当時はスパイク）、2006年12月21日）

収録サプリ
早押しサプリ文字
Iキューブ
合体漢字
みんなdeサプリ
サプリdeだ〜れ？
サプリdeミステリー
サプリdeどっち？
モノサプリ
VIPサプリ
IQミラーまちがい7
IQホイール
絶叫サプリそろえてドン！
IQラプリ
- 脳内エステ IQサプリDS2 -スッキリキング決定戦-（スパイク・チュンソフト（放送当時はスパイク）、2007年11月29日）

収録サプリ
早押しサプリ文字
Iキューブ
合体漢字
IQクロスワード
サプリdeだ〜れ？
サプリdeミステリー
IQ童話
はなわのIQ都道府県
モノサプリ
VIPサプリ
IQミラーまちがい7
IQラプリ
ひらがな計算式

## 問題間違いなど
番組側が認めた問題間違いが存在する。また問題間違いではないが、引っ掛けが過ぎてかなり無理のある問題は多数ある。
- 数字を変換する問題で「8の真ん中に横棒をさして0/0」と言う分数を使ったことで視聴者から抗議があり、専門家からも数学上ありえない分数（ゼロ除算を参照のこと）との指摘があった。このため、番組サイトでお詫びが掲載され後述の書籍には、0/0の部分は除いた状態で収録されている。
- 「縦8cm、横5cm、厚さ1cmのタイルで正方形を作るには最低何枚タイルが必要か」という問題で、正解は「5枚（5枚を重ねて横から見れば5cm×5cmの正方形になる）」というものだった。しかし視聴者から「4枚でも可能（3枚を重ねて横にし、残りの1枚を8cmの辺に縦につければ8cm×8cmの正方形になる）」という抗議があった。この問題について番組サイトにお詫びが掲載され、書籍にも4枚の解答が収録されている。

## スタッフ

### レギュラー時
- 企画:熊谷剛（フジテレビ）
- 構成:ブランチ（小笠原英樹）/北本かつら、酒井健作、渡辺健久、板垣寿美、川野将一
- 問題作成:龍田力、川野将一 、伊藤のぶゆき、青井曽良、水野将良、金和成、井上修、佐藤がっかり、水野圭祐、栗原崇、藤本裕、長谷川大雲、岸本雄生、小山賢太郎、多羅正崇、藤原昭彦、山本てつじ、矢野了平、石原大二郎、笠原泰徳、よねもと大語、松下圭輔、堀内康浩、田守伸也
- 問題監修:雅孝司/高橋浩徳（深夜 第1回目のみ）
- 漢字監修:阿辻哲次
- TD/SW:大嶋徹（共同テレビ）
- CAM:菊池謙（共同テレビ）
- VE:石井雅紀（共同テレビ）
- AUD:村脇昭一（共同テレビ）
- PA:白鳥慎一郎
- LD:岩村信夫
- 美術:木村文洋
- デザイン:きくちまさと
- 美術進行:横守剛
- 大道具:葛西剛太
- 電飾:古谷裕一
- アクリル装飾:松本健、児玉希生、下平唯治
- コスチューム:冨樫理英
- CGキャラクター:前川陽介
- ペイント:吉澤真純
- タイトル:原野真理子
- 問題イラスト:中根ケンイチ、おしゃれ三宅、PDトウキョウ、竹島秀治、吉村達也、もりいくすお
- CG:フジテレビCGタイトル部、テレサイト、森三平、PDトウキョウ、ポイントピクチャーズ、グレートインターナショナル、アーツテック
- ライン編集:岡本広、中川直喜、井上三郎、時田渉
- オフライン編集:椿茂之、平原賢司
- MA:和光康彦、塩釜亮平、足達健太郎
- 音響効果:北澤寛之
- 選曲:山口晃司
- 協力:オルテ企画
- 広報:植村綾（フジテレビ）→鈴木麻衣子（フジテレビ）
- モバイル:橋口愛（フジテレビ）
- TK:山本悦子
- AP:田屋聡美（共同テレビ）
- AD:吉村慶介、永野慶一郎、松澤裕介、平田亮輔、川田創
- キャスティング:深野和伸、坂井美継
- ディレクター:丸山剛（テレビジョンフィールド）、内間一貴・渡辺知明・瀬戸宏章（Joyman）、池端強（R-1）、横田和伸（テレビジョンフィールド）、西岡奈美、鴇田一樹
- 演出:井坂周二（テレビジョンフィールド）、川本良樹（R-1）、稲村健（ピボーテ）、鈴木優（共同テレビ）
- プロデューサー:今野貴之（共同テレビ/ベイシス）、林田竜一（R-1）
- アソシエイトプロデューサー:河田宣正（共同テレビ）
- 制作協力:共同テレビ/ベイシス、ロール・ワン、テレビジョンフィールド、ジョイマン、ピボーテ
- 制作著作:フジテレビ

### 復活特番

#### 第5回（2019年6月14日放送分）
- 企画:長嶋大介（フジテレビ）
- 構成:渡辺健久
- 問題:水野圭祐、増井歩
- TD/SW:大嶋徹（共同テレビ、第1回ではTD/SW、第4回ではTM担当）
- CAM:菊池謙（共同テレビ、第1回ではCAM、第4回ではTD/SW担当）
- VE:則竹香（共同テレビ）
- AUD:村脇昭一（共同テレビ）
- PA:白鳥慎一郎
- LD:毛利克也
- 美術プロデューサー:木村文洋
- デザイン:別所晃吉
- 美術進行:横山勇、村瀬大
- 大道具制作:卜部徹夫
- 大道具操作:田中秀和
- 電飾:富谷聡
- アクリル装飾:池澤明徳
- マルチ:伊藤拓也
- コスチューム:冨樫理英
- ロケ技術:共同テレビ映像取材部
- イラスト:中根ケンイチ、タカハシジュン
- CG:PDトウキョウ
- オフライン:根本瞳
- 編集:中川直喜（第1,4回）、堀雅哉、濱口賢治、伊東英剛
- MA:和光康彦
- 音響効果:山口晃司
- TK:池田美香
- 協力:オルテ企画、小笠原英樹（第1 - 3回までは監修、第4回は構成）
- 広報:神崎素子（フジテレビ）
- FD:鈴木優・松澤佑介（以上、共同テレビ、鈴木→第4回は演出）
- ディレクター:池端強（R-1）、大塚隆史（共同テレビ）、中野成美、中澤望
- 演出:井坂周二（Television Field）
- プロデューサー:川本良樹（R-1、第1 - 3回は演出、第4回はFD）／今野貴之（ベイシス）、林田竜一（R-1）、竹内康人（共同テレビ）
- 制作協力:共同テレビ
- 制作著作:フジテレビ

#### 過去のスタッフ
- 編成企画:永竹里早（フジテレビ、第1回）、細貝康介（フジテレビ、第4回）
- 構成:川野将一、矢野了平（矢野は第1回が問題作成、第3回は構成担当）
- 問題:龍田力、青井曽良、石原大二郎、水野将良、岸本雄生、加藤ゆうた、西沢あつと、塩見直矢、坂野真希、伊藤のぶゆき、井上修
- リサーチ:フォーミュレーション
- CAM:伴野匡（共同テレビ）
- VE:石井雅紀（共同テレビ、第1回）、郡司洋（共同テレビ、第3回）、岡部菜穂子（共同テレビ、第4回）
- LD:岩村信夫（第1回）
- アクリル装飾:松本健（第1回）
- タイトル:原野真理子
- 問題イラスト:もりいくすお
- CG:フジテレビCG事業部、森三平、グレートインターナショナル、パークグラフィックス、ポイントピクチャーズ、アーツテック、リトルベア
- オフライン:平原賢志（第1回）、落合英之（第3回）、椿茂之（第4回）
- 編集:岡本広、渡邊敬（渡邊→第3回）
- MA:塩釜亮平
- 音響効果:大貫孝輔
- 広報:鈴木麻衣子（フジテレビ、第1回）、清田美智子（フジテレビ、第4回）
- TK:山本悦子
- 協力:東映アニメーション
- AP:薄木瑠里（共同テレビ、第1回）、勝田久美子（共同テレビ）、高橋尚輝（共同テレビ）
- FD:吉村慶介（共同テレビ、第1 - 3回はディレクター）
- AD:山崎宏之、川村理美、澤田和平、高橋健人、木村理恵、小﨑市太郎、西川真里、志田亜里紗、吉澤葵
- ディレクター:瀬戸宏章、内間一貴、渡辺知明、鴇田一樹（第1回）、柳川新吾
- プロデューサー:深野和伸（共同テレビ）

## ネット局と放送時間
| 放送地域      | 放送局             | 放送系列                                     | ネット形態                | 備考      |
| ------------- | ------------------ | -------------------------------------------- | ------------------------- | --------- |
| 関東広域圏    | フジテレビ         | フジテレビ系列                               | 同時ネット                | 制作局    |
| 北海道        | 北海道文化放送     | フジテレビ系列                               | 同時ネット                |           |
| 岩手県        | 岩手めんこいテレビ | フジテレビ系列                               | 同時ネット                |           |
| 宮城県        | 仙台放送           | フジテレビ系列                               | 同時ネット                |           |
| 秋田県        | 秋田テレビ         | フジテレビ系列                               | 同時ネット                |           |
| 山形県        | さくらんぼテレビ   | フジテレビ系列                               | 同時ネット                |           |
| 福島県        | 福島テレビ         | フジテレビ系列                               | 同時ネット                |           |
| 新潟県        | 新潟総合テレビ     | フジテレビ系列                               | 同時ネット                |           |
| 長野県        | 長野放送           | フジテレビ系列                               | 同時ネット                |           |
| 静岡県        | テレビ静岡         | フジテレビ系列                               | 同時ネット                |           |
| 富山県        | 富山テレビ         | フジテレビ系列                               | 同時ネット                |           |
| 石川県        | 石川テレビ         | フジテレビ系列                               | 同時ネット                |           |
| 福井県        | 福井テレビ         | フジテレビ系列                               | 同時ネット                |           |
| 東海広域圏    | 東海テレビ         | フジテレビ系列                               | 同時ネット                |           |
| 関西広域圏    | 関西テレビ         | フジテレビ系列                               | 同時ネット                |           |
| 鳥取県 島根県 | 山陰中央テレビ     | フジテレビ系列                               | 同時ネット                |           |
| 岡山県 香川県 | 岡山放送           | フジテレビ系列                               | 同時ネット                |           |
| 広島県        | テレビ新広島       | フジテレビ系列                               | 同時ネット                |           |
| 愛媛県        | テレビ愛媛         | フジテレビ系列                               | 同時ネット                |           |
| 高知県        | 高知さんさんテレビ | フジテレビ系列                               | 同時ネット                |           |
| 福岡県        | テレビ西日本       | フジテレビ系列                               | 同時ネット                |           |
| 佐賀県        | サガテレビ         | フジテレビ系列                               | 同時ネット                |           |
| 長崎県        | テレビ長崎         | フジテレビ系列                               | 同時ネット                |           |
| 熊本県        | テレビくまもと     | フジテレビ系列                               | 同時ネット                |           |
| 宮崎県        | テレビ宮崎         | フジテレビ系列 日本テレビ系列 テレビ朝日系列 | 同時ネット                | [ 注 16 ] |
| 鹿児島県      | 鹿児島テレビ       | フジテレビ系列                               | 同時ネット                |           |
| 沖縄県        | 沖縄テレビ         | フジテレビ系列                               | 同時ネット                |           |
| 青森県        | 青森テレビ         | TBS系列                                      | 遅れネット （日曜14時台） |           |
| 山口県        | テレビ山口         | TBS系列                                      | 遅れネット （土曜16時台） |           |
| 徳島県        | 四国放送           | 日本テレビ系列                               | 遅れネット （月曜16時台） |           |
| 大分県        | テレビ大分         | 日本テレビ系列 フジテレビ系列                | 遅れネット                | [ 注 18 ] |